# Eleanor Patterson
Eleanor Petterson (Leongatha, 22. svibnja 1996.) australska je atletičarka i skakačica u vis, osvajačica zlata na Svjetskom juniorskom prvenstvu 2013. u Donjecku, te vlasnica svjetskog juniorskog i oceanskog rekorda u skoku u vis. Osim zlata u Donjecku, na Igrama Commonwealtha 2014. u Glasgowu također se okitila naslovom prvakinje u skoku u vis. Na Svjetskom prvenstvu u atletici u Pekingu 2015. osvojila je osmo mjesto s preskočenih 1,92 m. Osvojila je brončanu medalju na Olimpijskim igrama u Parizu 2024. godine.

## Karijera
Eleanor Petterson rođena je u Leongathi, 22. svibnja 1996., u australskoj saveznoj državi Victoriji. Već kao mala djevojčica počela se baviti atletikom, a već sa šest godina počela se natjecati u maloj atletici. Na državnom juniorskom atletskom prvenstvu do 20 godina 2011. osvojila je srebrnu medalju u skoku u vis, preskočivši svoj osobni rekord (1,82 m) u dobi od četrnaest godina. Sljedeće godine ponovno je nastupila na natjecanju, te osvojila naslov državne juniorske prvakinje preskočivši i postavivši svoj novi osobni rekord (1,87 m).
Na svom prvom međunarodnom natjecanju, svjetskom juniorskom prvenstvu 2013., osvojila je naslov svjetske juniorske prvakinje, preskočivši ponovno svoj osobni rekord (1,88 m), čime je drugoplasiranu natjecateljicu pobijedila za šest centimetara. U prosincu 2013., na Australskom državnom natjecanju, srušila je državni rekord preskočivši 1,96 m, čime je oborila svjetski juniorski rekord i rekord Australije i Oceanije u skoku u vis. Nakon tog preskoka, tri puta je pokušala preskočiti visinu od 1,98 m, ali je sva tri pokušaja rušila.
Patterson je u atletskoj sezoni 2014. konstantno preskakala iznad 1,90 m, čime je potvrdila svoju odličnu formu. Iste godine je četvrti put zaredom osvojila Australsko natjecanje u atletici i obranila naslov najbolje australske skakačice u vis. Osvojila je miting u Melbourneu sa skokom od 1,92 m. Odlučila je propustiti Svjetsko juniorsko prvenstvo u atletici 2014., kako bi predstavljala Australiju na Igrama Commonwealtha. S preskočenih 1,94 m osvojila je zlato, ostavivši Engleskinju Isobel Pooley na drugom mjestu, čime je postala najmlađa australska osvajačica zlata na Igrama Commonwealtha.

## Vanjske poveznice
- Eleanor Petterson profil na IAAF-u